# ポルナレフ・ナウ
『ポルナレフ・ナウ』（Polnareff Now）は、1972年に発売されたミッシェル・ポルナレフのレコードアルバム。「ミッシェル・ポルナレフ4」という副題が付いている。このアルバムは日本でCBSソニー/EPICにより独自に企画された。収録曲は、1969年から1971年のヒット曲を中心に構成されている。「愛のコレクション」「愛の休日」「哀しみの終るとき」以外は日本で未発売の曲であった。12曲目の「哀しみの終るとき」はインストゥルメンタルとなっている。オリコンチャートで最高44位、37週間チャート・インした。
『ポルナレフ・ナウ』は2001年2月に日本でユニバーサル・インターナショナルからCDとなって発売された。このCDは当初、3枚のCDと同時に2000年6月に発売予定であった。他の3枚のCDは、『愛と青春のトルバドゥール（ポルナレフ1）』『フレンチ・ポップスのスーパースター（ポルナレフ2）』『ポルナレフの世界（ポルナレフ3）』のアナログレコードのCD化であり、その3枚は2000年6月に発売された。『ポルナレフ・ナウ（ポルナレフ4）』は、ポルナレフ側との曲の使用交渉が難航して発売を延期した。2000年4月に発売されていた日本独自のベストアルバムCD『シェリーに口づけ〜ベスト・オブ・ミッシェル・ポルナレフ』の売れ行きが好調であることや、ポルナレフの曲「愛の願い」（Love me, please love me）がソニーのコマーシャル曲に決定する等の日本国内の動向があり、『ポルナレフ・ナウ』は2001年2月のCD発売に至った。

## 収録曲
| #  | タイトル                                                  | 作詞 | 作曲・編曲 | 時間 |
| -- | --------------------------------------------------------- | ---- | ---------- | ---- |
| 1. | 「愛のコレクション」(Qui a tué grand-maman)               |      |            | 2:37 |
| 2. | 「愛の休日」(Holidays)                                    |      |            | 3:19 |
| 3. | 「忘れじのグローリア」(Gloria)                            |      |            | 4:59 |
| 4. | 「ロミオとジュリエットのように」(Comme Juliette et Romeo) |      |            | 4:13 |
| 5. | 「僕は男なんだよ」(Je suis un homme)                      |      |            | 4:53 |
| 6. | 「哀しみの終るとき」(Ça n'arrive qu'aux autres)           |      |            | 1:43 |

| #   | タイトル                                                           | 作詞 | 作曲・編曲 | 時間 |
| --- | ------------------------------------------------------------------ | ---- | ---------- | ---- |
| 7.  | 「渚の想い出」(Tous les bateaux...tous les oiseaux)                |      |            | 3:27 |
| 8.  | 「ステキなランデブー」(La Michetonneuse)                           |      |            | 2:22 |
| 9.  | 「想い出のシンフォニー」(Dans la maison vide)                      |      |            | 2:42 |
| 10. | 「愛はあの人の胸に」(Dame Dame)                                    |      |            | 4:09 |
| 11. | 「ギリシャにいるジョルジナへ」(Allo Georgina)                      |      |            | 2:50 |
| 12. | 「哀しみの終るとき - 演奏」(Ça n'arrive qu'aux autres - Orchestra) |      |            | 1:46 |

## トリビア
- 12曲目の「哀しみの終るとき - 演奏」は実際には映画「哀しみの終るとき」の中では使用されていない。一方、シングル盤およびEP盤として発売されていた「哀しみの終るとき」のB面の曲「カトリーヌの追憶」は当アルバムにも、他のアルバムにも収録されていない。（この曲はボーカルの入っていない、ピアノ演奏のソロ曲である）
- 初盤にはイラストのポスターが添付されていた。